# Miền Nam California

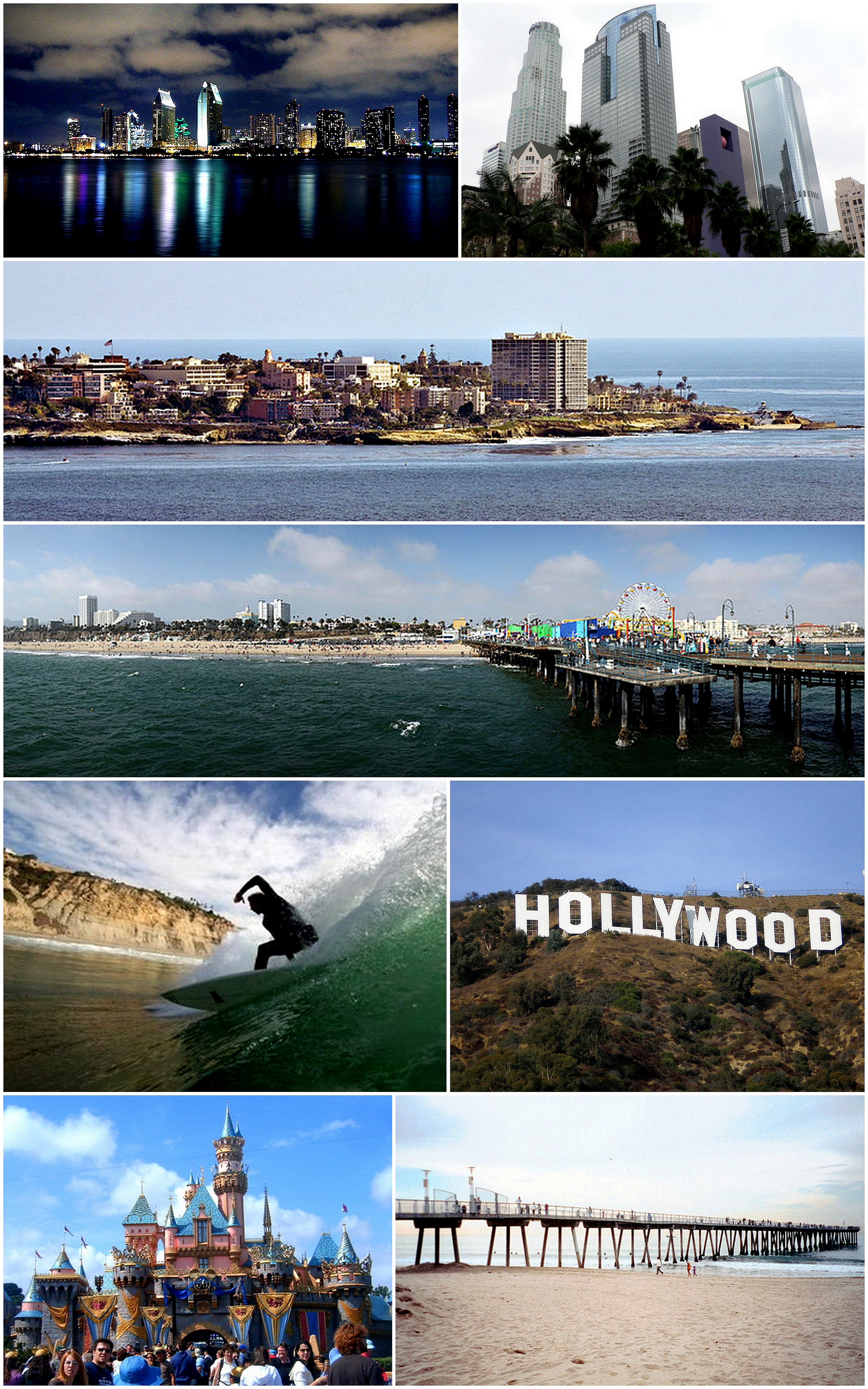
Nam California

Miền Nam California (Southern California), hay còn được viết tắt là SoCal là khu vực phía nam của tiểu bang California, Hoa Kỳ. Trung tâm dân cư của miền Nam California nằm tại các thành phố Los Angeles, San Diego, San Bernardino và Riverside. Khoảng 24 triệu người cư ngụ trong khu vực này, là khu vực đông dân đứng thứ nhì toàn quốc, chỉ sau khu vực BosWash (giữa Boston và Washington D.C.) ở Đông Bắc Hoa Kỳ.
Mặc dù không có định nghĩa chính thức cho ranh giới miền Nam California, hầu hết các định nghĩa bao gồm tất cả vùng đất phía nam của Dãy Tehachapi, khoảng 70 dặm (113 km) về phía bắc của Los Angeles.
Phía tây của miền Nam California có Thái Bình Dương; phía nam là ranh giới giữa Hoa Kỳ và Mexico; phía đông là các Sa mạc Mojave và Colorado và Sông Colorado tại ranh giới tiểu bang với Arizona và Nevada.

## Nổi bật
Nằm trong ranh giới miền Nam California là một thành phố toàn cầu, Los Angeles, cùng với 3 khu vực đô thị nằm trong danh sách các khu vực đô thị đông dân nhất nước. Ba khu vực đô thị đó là: Khu đại Los Angeles (đứng thứ nhì toàn quốc), Khu Riverside–San Bernardino–Ontario (còn gọi là Inland Empire) và Khu San Diego–Carlsbad–San Marcos.

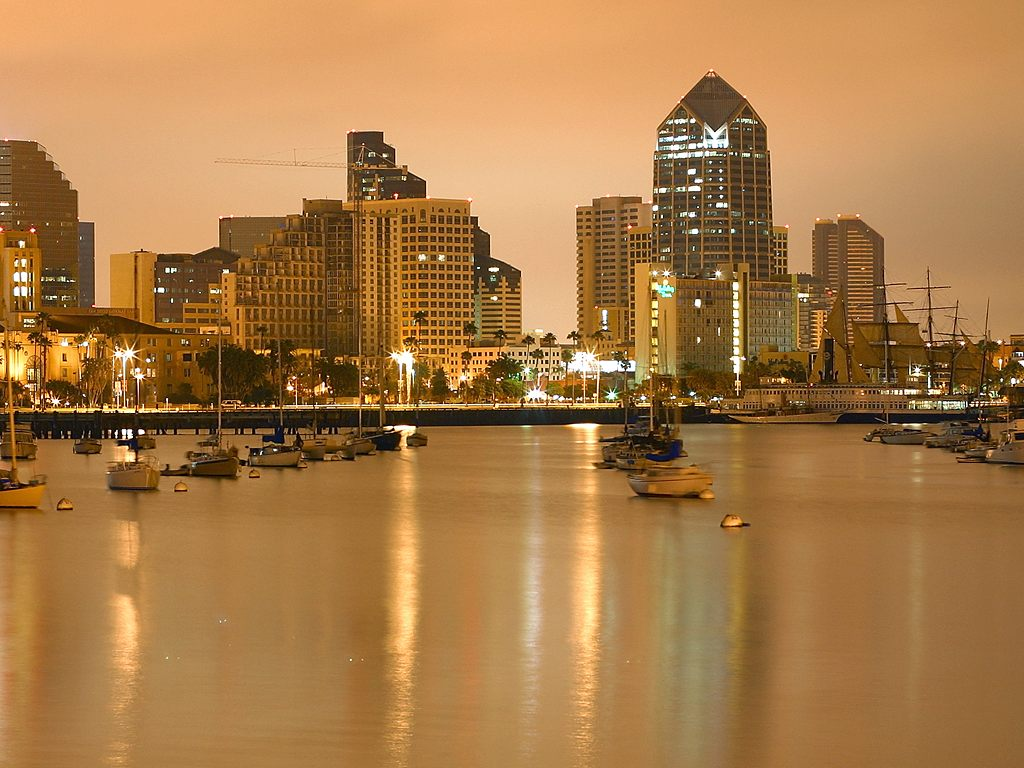
Với dân số là 1.336.865, San Diego là thành phố đông dân thứ nhì tại California và thứ 8 toàn quốc.

Các quận Los Angeles, Cam (Orange), San Diego, San Bernardino và Riverside nằm trong danh sách 15 quận đông dân nhất Hoa Kỳ. Đồng thời, trong khu vực còn có Sân bay quốc tế Los Angeles (sân bay bận rộn thứ ba tại Hoa Kỳ tính theo số lượng hành khách và thứ nhì tính theo lượng khách quốc tế), Sân bay quốc tế San Diego, Sân bay Van Nuys (sân bay hàng không thông thường bận rộn nhất thế giới), các sân bay thương mại lớn tại Quận Cam, Ontario, Burbank và Long Beach và vô số sân bay thương mại và thông thường khác. Miền Nam California còn có Cảng Los Angeles, cảng thương mại lớn nhất Hoa Kỳ, Cảng Long Beach kế bên đó, và Cảng San Diego. Hệ thống xa lộ Los Angeles là hệ thống bận rộn nhất thế giới.

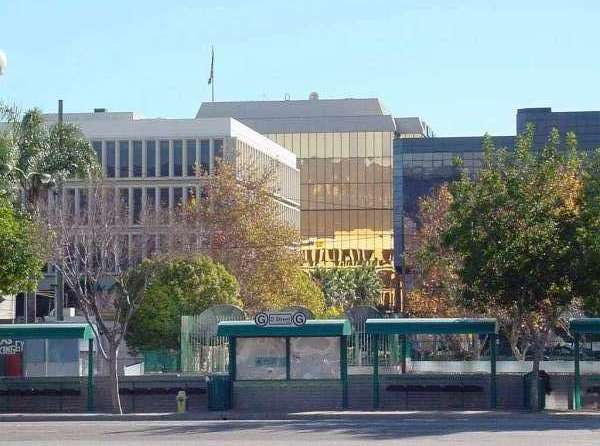
Một phần của trung tâm thành phố San Bernardino

Khu vực có khi được mệnh danh là "The Tech Coast" (Bờ biển công nghệ) vì khu vực là một trung tâm công nghiệp và công nghệ và là địa điểm của nhiều đại học và học viện nghiên cứu nổi tiếng thế giới. Trong các học viện đó có năm cơ sở Đại học California (tại Los Angeles (UCLA), Irvine (UCI), Riverside, Santa Barbara, và San Diego (UCSD)), 10 cơ sở Đại học tiểu bang California (Channel Islands, Dominguez Hills, Fullerton, Long Beach, Los Angeles, Pomona (Cal Poly Pomona), Northridge (CSUN), San Bernardino, San Diego (SDSU), và San Marcos), cũng như nhiều trường tư nhân như Viện Công nghệ California, the Đại học Miền nam California, Đại học Pepperdine, Đại học Loyola Marymount, Đại học Claremont và và Đại học San Diego (USD).

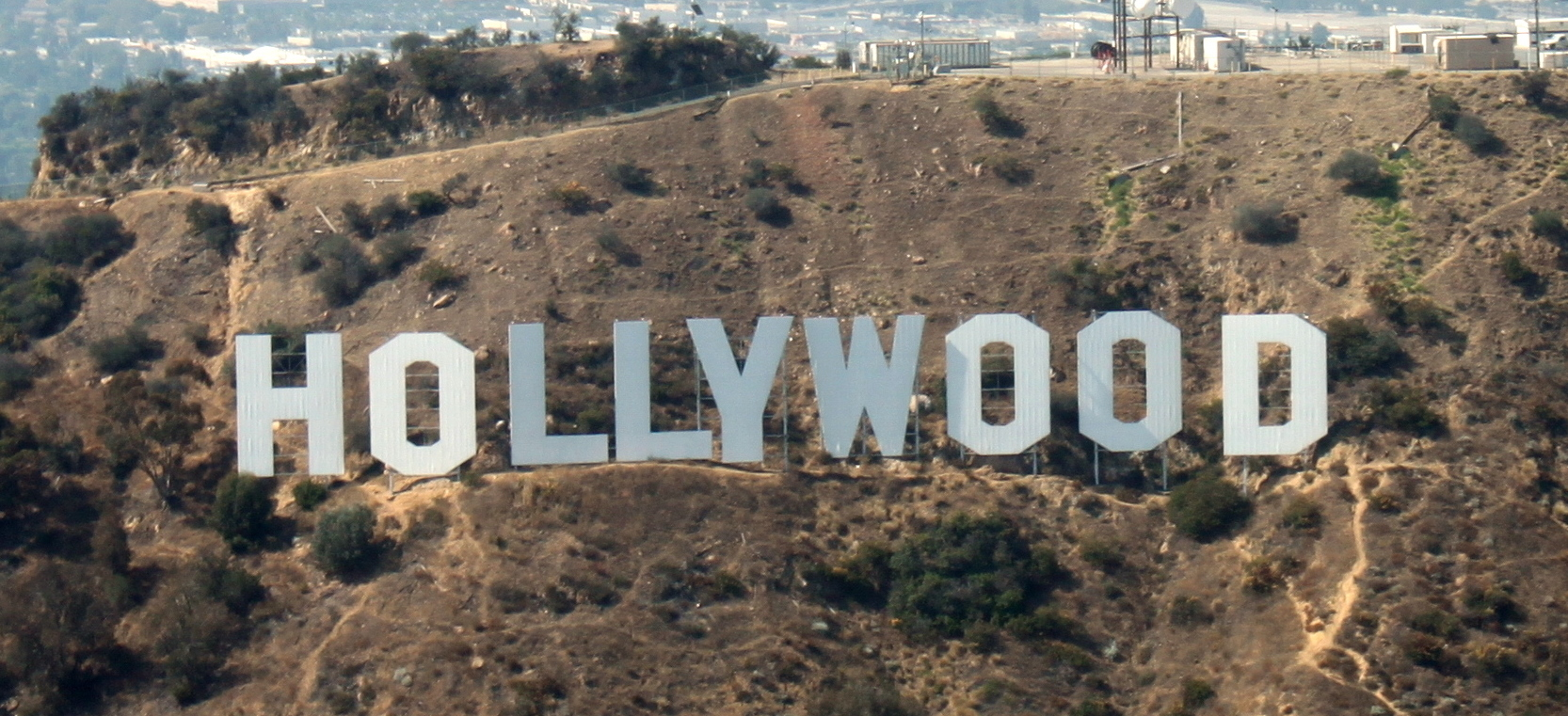
Tấm bảng Hollywood nổi tiếng tại Los Angeles, một dấu hiệu của nền văn hóa giải trí của thành phố này

Miền Nam California còn là thủ đô điện ảnh, truyền hình, và âm nhạc) của thế giới và là địa điểm của Hollywood, trung tâm ngành điện ảnh. Các công ty có trụ sở ở miền Nam California gồm có The Walt Disney Company (đồng thời sở hữu ABC), Sony Pictures, Universal, MGM, Paramount Pictures (công ty mẹ của Dreamworks), 20th Century Fox và Warner Brothers, cũng như Univision, Activision, và THQ. Miền Nam California cũng là trung tâm giải trí người lớn lớn nhất thế giới, tại Thung lũng San Fernando.
Miền Nam California có nhiều đội thể thao chuyên nghiệp. Các đội này gốm có Los Angeles Lakers, Los Angeles Clippers (bóng rổ, Los Angeles Dodgers, Los Angeles Angels of Anaheim, San Diego Padres (bóng chày), Los Angeles Kings, Anaheim Ducks (khúc côn cầu trên băng), Los Angeles Galaxy, Chivas USA (bóng đá), Los Angeles Riptide (lacrosse), và San Diego Chargers (bóng bầu dục Mỹ). Các trường đại học ở miền Nam California còn có những chương trình thể thao NCAA như UCLA Bruins, USC Trojans, và SDSU Aztecs.